# Арнаутито
Арнаутито (болг. Арнаутито) — село в Болгарии. Находится в Старозагорской области, входит в общину Стара-Загора. Население составляет 348 человек.

## Политическая ситуация
В местном кметстве Арнаутито, в состав которого входит Арнаутито, должность кмета (старосты) исполняет Величка  Желева Иванова (Болгарская социалистическая партия (БСП)) по результатам выборов.
Кмет (мэр) общины Стара-Загора — Светлин Танчев (Граждане за европейское развитие Болгарии (ГЕРБ)) по результатам выборов.